# Zutzendorf
Zutzendorf est une ancienne commune française du Bas-Rhin, associée à Obermodern depuis 1973.

## Toponymie
Dans les première mention du village en 784 et 860, celui-ci est appelé Zuzenheim.
Anciennes mentions : Zazendorf (1793), Zuzendorf (1801).

## Histoire
La première mention du village date du 20 mai 785, dans un acte de donation à l’abbaye de Wissembourg. Avant cette date, le hameau et les terres qui l’entourent semblent être en possession d’un riche aristocrate nommé Gerbald, qui semble avoir été d’origine austrasienne et proche des ducs d’Alsace.
En 1973, la commune est réunie à celle d'Obermodern pour former la nouvelle commune de Obermodern-Zutzendorf (dénommée Modern de 1974 à 1983).

## Politique et administration
Liste des maires 
| Période                                  | Période | Identité              | Étiquette | Qualité |
| ---------------------------------------- | ------- | --------------------- | --------- | ------- |
| 1800                                     | 1804    | Jacques Kanzer        |           |         |
| 1804                                     | 1811    | Jean Georges Schweyer |           |         |
| 1812                                     | 1816    | Jean Jacques Kuhn     |           |         |
| 1816                                     | 1830    | Jean Reeb             |           |         |
| 1830                                     | 1833    | Jacques Schneider     |           |         |
| 1833                                     | 1840    | Jean Pfennig          |           |         |
| 1841                                     | 1842    | Kuhm                  |           |         |
| 1843                                     | 1849    | Jung                  |           |         |
| 1850                                     | 1852    | Becker                |           |         |
| 1852                                     | 1860    | Jean Matter           |           |         |
| 1860                                     | 1871    | Jacques Schneider     |           |         |
| Les données manquantes sont à compléter. |         |                       |           |         |

| Période                                  | Période                       | Identité       | Étiquette | Qualité |
| ---------------------------------------- | ----------------------------- | -------------- | --------- | ------- |
|                                          |                               | Henri BUB      |           |         |
|                                          |                               | Jean REICHERT  |           |         |
| mars 2020                                | En cours (au 31 octobre 2023) | Thierry Schini |           |         |
| Les données manquantes sont à compléter. |                               |                |           |         |

## Démographie
La population est de 49 feux, soit environ 270 habitants en 1720 puis de 76 feux (environ 380 habitants) en 1763. Elle croît fortement dans le dernier tiers du XVIIIe siècle, avec 600 habitants en 1792. La population a ainsi plus que doublée au cours du XVIIIe siècle, principalement en raison de la hausse de la natalité et de l’allongement de la durée de vie, la mortalité, notamment infantile, restant élevée.
| 1793 | 1800 | 1806 | 1821 | 1831 | 1836 | 1841 | 1846 | 1851 |
| ---- | ---- | ---- | ---- | ---- | ---- | ---- | ---- | ---- |
| 590  | 591  | 645  | 838  | 819  | 780  | 776  | 744  | 758  |

| 1856 | 1861 | 1866 | 1872 | 1876 | 1881 | 1886 | 1891 | 1896 |
| ---- | ---- | ---- | ---- | ---- | ---- | ---- | ---- | ---- |
| 720  | 743  | 764  | 745  | 739  | 744  | 710  | 718  | 677  |

| 1901 | 1906 | 1911 | 1921 | 1926 | 1931 | 1936 | 1946 | 1954 |
| ---- | ---- | ---- | ---- | ---- | ---- | ---- | ---- | ---- |
| 644  | 641  | 643  | 568  | 538  | 540  | 557  | 551  | 505  |

| 1962 | 1968 | - | - | - | - | - | - | - |
| ---- | ---- | - | - | - | - | - | - | - |
| 443  | 421  | - | - | - | - | - | - | - |

## Héraldique
| Blason de Zutzendorf | Blason  | Parti au premier de sinople à trois fasces d'argent ; au deuxième de gueules à six mains hautes appaumées d'argent, trois, deux et une. |
| Blason de Zutzendorf | Détails | Blason à partir de 1961. |